# Frankenstein délivré
Frankenstein délivré (titre original : Frankenstein Unbound) est un roman de science-fiction de l'écrivain Brian Aldiss, publié en 1973. Le film a été adapté au cinéma en 1990 par Roger Corman, sous le titre La Résurrection de Frankenstein.

## Classique de la science-fiction
Ce roman est considéré comme un grand classique de la science-fiction dans les ouvrages de référence suivants :
- Annick Beguin, Les 100 principaux titres de la science-fiction, Cosmos 2000, 1981 ;
- Jacques Sadoul, Anthologie de la littérature de science-fiction, Ramsay, 1981 ;
- Lorris Murail, Les Maîtres de la science-fiction, Bordas, coll. « Compacts », 1993 ;
- Stan Barets, Le science-fictionnaire, Denoël, coll. « Présence du futur », 1994.